# 一疊間漫畫咖啡屋生活！
《一疊間漫畫咖啡屋生活！》是以四格漫畫形式創作的日本漫畫。於芳文社漫畫雜誌《Manga Time Kirara》2018年6月號至8月號客串連載，2018年12月7日發售的《Manga Time Kirara》2019年1月號開始連載。故事主要描述高中一年級生森芽衣子進入學校經營的宿舍暨漫畫咖啡屋「HEDGEHOG」後與同學一起經營漫畫咖啡屋的日常。單行本已發行第3冊。
於2021年虎之穴秋葉原店A中展示《一疊間漫畫咖啡屋生活！》相關展覽。2025年7月宣布將改編成電視動畫的消息。

## 登場人物
森田芽衣子
從秋田來到東京的女孩，進入私立高中天宮學院就讀。
天宮梨繪
學校理事長的女兒。宿舍長。把宿舍變成了漫畫屋。
鈴木萬里花
網路影片創作者，關注者達150萬人。
中埜音緒
「HEDGEHOG」的宿舍成員。
成海美智香
漫畫咖啡屋樓下貓咪咖啡廳店長。因漫畫咖啡屋侵占貓咪咖啡廳面積而與漫咖店的店員們相識。

## 出版書籍
| 冊數 | 芳文社         | 芳文社             |
| 冊數 | 發售日期       | ISBN               |
| ---- | -------------- | ------------------ |
| 1    | 2019年11月27日 | ISBN 9784832271395 |
| 2    | 2021年2月25日  | ISBN 9784832272538 |
| 3    | 2022年9月27日  | ISBN 9784832273986 |